# シンクレイヤ
シンクレイヤ株式会社（英: SYNCLAYER INC.）は、愛知県名古屋市中区に本社を置くケーブルテレビ事業者向けのソリューションを行う企業。

## 沿革
- 1962年（昭和37年）5月2日 - 愛知電子株式会社を設立。
- 2002年（平成14年）7月 - 現社名に変更。
- 2003年（平成15年） 2月 - JASDAQ市場に上場。
- 2014年（平成26年）10月 - 奥田電気工業株式会社を子会社化

## 事業内容
- ケーブルテレビシステム及び情報通信システム関連の設計、施工、保守及びコンサルタント。
- ケーブルテレビシステム機器、情報通信システム機器及びそれらの周辺機器の製造、購入及び販売。
- ケーブルテレビシステム、情報通信システムの導入に関する情報の提供、教育及び指導。

## 支社/営業所等
- 東京支社/東京営業部 - 東京都墨田区両国2-18-4（中尾ビル）
- 東北営業所 - 仙台市太白区長町南3-8-10（東洋技研第2ビル）
- 中部支店/名古屋営業部 - 名古屋市中区千代田2丁目21番18号
- 中部北陸営業所 - 岐阜県可児市姫ヶ丘1-20
- 豊橋出張所 - 愛知県豊橋市東脇4-4-17
- 三重営業所 - 三重県津市大谷町152（大谷ハイムI）
- 北陸営業所 - 富山県富山市掛尾町39-6（黒田ビル）
- 西日本支店/大阪営業部 - 大阪市東淀川区西淡路1-1-32（新大阪アーズビル）
- 滋賀営業所 - 滋賀県彦根市平田町 421　Nasu1ビル
- 山陰営業所 - 鳥取県米子市旗ヶ崎6-12-13
- 広島営業所 - 広島市西区天満町13-19（天満町ビル）
- 福岡営業所 - 福岡市博多区博多駅南四丁目14番6号
- 可児工場 - 岐阜県可児市姫ヶ丘1-20
- SYNC Labo - 名古屋市中区千代田二丁目24番18号

## 社名の由来
ネットワーク社会のあらゆるレイヤ（階層）とシンクロナイズ（同期）すること。異なる市場、異なるビジネスを次々にシンクロナイズさせることで、新しい価値を創造すること。そして時代と、技術と、人の思いが、自然にシンクロナイズできる社会を目指す企業として変更。